# Kerry Butler
Kerry Marie Butler (Brooklyn, 18 giugno 1971) è un'attrice, cantante e doppiatrice statunitense, nota prevalentemente come interprete di musical a Broadway.

## Biografia
Kerry Butler è nata a Bensonhurst, quartiere di Brooklyn, e già a tre anni è protagonista nella pubblicità di un detersivo. Ancora studentessa, ha i brevi primi ruoli in TV: Destini (Another World), Una vita da vivere (One Life to Live) e Sesamo apriti (Sesame Street). Dopo aver frequentato la Fontbonne Hall Academy di Brooklyn, si è iscritta all'Ithaca College, dove nel 1992 consegue il Bachelor of Fine Arts in teatro musicale.
Dai primi anni novanta in poi, Kerry Butler ha recitato in numerosi musical a New York e Toronto, tra cui Oklahoma! (1992), Blood Brothers (1993), La bella e la bestia (Toronto, 1995; Broadway, 1996), Les Misérables (1997), Hairspray (2002), La piccola bottega degli orrori (2003) e The Opposite of Sex (2004).
Nel 2007 torna a Broadway con Xanadu e riceve una candidatura al Tony Award alla miglior attrice protagonista in un musical, senza vincerlo. Nel 2009 recita e canta accanto ad Aaron Tveit nel musical Catch Me If You Can, tratto dal film Prova a prendermi.

## Filmografia

### Cinema
- Brooklyn Sonnet (Borough of Kings), regia di Elyse Lewyn (2000)
- Campfire Stories, regia di Bob Cea, Andrzej Krakowski, Jeff Mazzola (2001)
- La diseducazione di Cameron Post (The Miseducation of Cameron Post), regia di Desiree Akhavan (2018)
- Mapplethorpe, regia di Ondi Timoner (2018)
- Honor Society, regia di Oran Zegman (2022)

### Televisione
- Second Honeymoon, regia di Larry Peerce – film TV (2001)
- Sesamo apriti (Sesame Street) – serie TV, episodio Lulu Wants to Be a Mail Carrier (2002)
- Twins – film TV (2003)
- Una vita da vivere (One Life to Live) – soap opera, 5 puntate (2006-2007)
- Lipstick Jungle – serie TV, episodi 1x02-1x05 (2008)
- 30 Rock – serie TV, episodio 3x18 (2009)
- Cupid – serie TV, episodio 1x07 (2009)
- Blue Bloods – serie TV, episodio 1x05 (2010)
- Rescue Me – serie TV, episodio 7x09 (2011)
- Submissions Only – serie TV, episodio 2x08 (2012)
- White Collar – serie TV, episodio 4x15 (2013)
- Law & Order - Unità vittime speciali (Law & Order: Special Victims Unit) – serie TV, episodio 14x23 (2013)
- The Mysteries of Laura – serie TV, episodio 1x10 (2014)
- Elementary – serie TV, episodio 3x08 (2014)
- The Mindy Project – serie TV, episodio 4x09 (2015)
- Una mamma per amica: Di nuovo insieme – serie TV, episodi Primavera, Estate (2016)

### Cortometraggi
- Planet Blue: Journey to Eco, regia di Rickey Boyd (2020)

### Doppiaggio
- Starla e le sette gemme del mistero (Princess Gwenevere and the Jewel Riders) - serie animata (1995)
- Rockstar Games Presents Table Tennis - videogioco (2006)
- Wallykazam!, episodio 2x01 - serie animata (2015)
- Red Dead Redemption II - videogioco (2018)

## Teatro
- Oklahoma!, tournée europea (1992)
- Blood Brothers, regia di Bill Kenwright e Bob Tomson (1993)
- La bella e la bestia, regia di Robert Jess Roth e John Gaughan (1995)
- Les Misérables, regia di Trevor Nunn e John Caird (1998)
- The Folsom Head, regia di Amy Kiehl, Currican Theatre (1998)
- The "I" Word: Interns, di Michael Louis Wells, regia di Jamie Richards, Ensemble Studio Theatre (1999)
- Bat Boy: The Musical, regia di Scott Schwartz (2001)
- Prodigal, regia di Mathew Frank e James Morgan (2002)
- Hairspray, regia di Jack O'Brien (2002)
- La piccola bottega degli orrori, regia di Jerry Zaks (2003)
- The Opposite of Sex, regia di Robert Jess Roth (2004)
- Miracle Brothers, regia di Tina Landau (2005)
- Party Come Here, regia di Will Frears (2006)
- Xanadu, regia di Christopher Ashley (2007)
- Rock of Ages, regia di Kristin Hanggi (2009)
- Catch Me If You Can, regia di Jack O'Brien (2009)
- Pandora's Box, regia di Gary Halvorson e Wayne Cilento (2010)
- The Best Man, regia di Michael Wilson (2012)
- The Call, regia di Leigh Silverman (2013)
- Under My Skin, regia di Kirsten Sanderson (2014)
- Clinton: The Musical, regia di Dan Knechtges (2015)
- Disaster!, regia di Jack Plotnick (2016)
- Mean Girls, regia di Casey Nicholaw (2017)
- Beetlejuice, regia di Alex Timbers (2018)

## Doppiatrici italiane
Nelle versioni in italiano delle opere in cui ha recitato, Kerry Butler è stata doppiata da:
- Antonella Baldini in White Collar
- Eleonora De Angelis ne La fantastica signora Maisel
- Sabrina Duranti in Honor Society
- Tatiana Dessi in Law & Order - Unità vittime speciali

Da doppiatrice è sostituita da:
- Anna Maria Tulli in Starla e le sette gemme del mistero